# تاريخ ياهو!
بدأت شركة ياهو! في جامعة ستانفورد. تأسست في يناير 1994 على يد جيري يانغ وديفيد فيلو، اللذان كانا طالبي دراسات عليا بالهندسة الكهربائية عندما أنشآ موقعًا إلكترونيًا باسم «دليل جيري وديفيد لشبكة الويب العالمية». كان الدليل سجلًا لمواقع إلكترونية أخرى، مُنظمًا في هيكلية، بدلًا من كونه فهرسًا قابلًا للبحث من الصفحات. في أبريل 1994، تغير اسم دليل جيري وديفيد لشبكة الويب العالمية إلى «ياهو!». كلمة «ياهو» هي اختصار مكون من الحروف الأولى لعبارة «أوراكل آخر مُنظم هرميًا آخر» (بالإنجليزية: Yet Another Hierarchical Officious Oracle). أنشئ نطاق yahoo.com في 18 يناير 1995.
نمت ياهو! بسرعة طوال الفترة بين عامي 1990 و1999 وتنوعت إلى بوابة ويب، تلاها العديد من الاستحواذات ذات الشهرة العالية. ارتفع سعر سهم الشركة بشكل كبير خلال فقاعة الدوت-كوم أو فقاعة الإنترنت وأغلق عند أعلى مستوى له على الإطلاق وهو 118.75 دولار أمريكي في عام 2000؛ مع ذلك، بعد انفجار فقاعة الدوت كوم، بلغ أدنى مستوى له على الإطلاق وهو 8.11 دولار في عام 2001. رفضت ياهو! رسميًا عرض الاستحواذ من شركة مايكروسوفت في عام 2008. في أوائل عام 2012، أتمت أكبر عملية تسريح في تاريخ ياهو! وفقد 2000 موظف (14 بالمائة من القوى العاملة) وظائفهم.
استلمت كارول بارتز مكان المؤسس المشارك جيري يانغ كرئيسة تنفيذية في يناير 2009. لكن مجلس الإدارة فصلها من منصبها في سبتمبر 2011؛ وعين تيم مورس رئسيًا تنفيذيًا مؤقتًا بعد رحيل بارتز. أصبح الرئيس السابق لباي بال سكوت طومسون رئيسًا تنفيذيًا في يناير 2012 وبعد استقالته، استبدل بروس ليفينسون رئيسًا تنفيذيًا مؤقتًا للشركة في 13 مايو 2012. في 16 يوليو، أصبحت الرئيسة التنفيذية السابقة لجوجل ماريسا ماير، رئيسة تنفيذية للشركة. الأحدث هو جيم لانزون.

## البدايات (1994 – 1996)

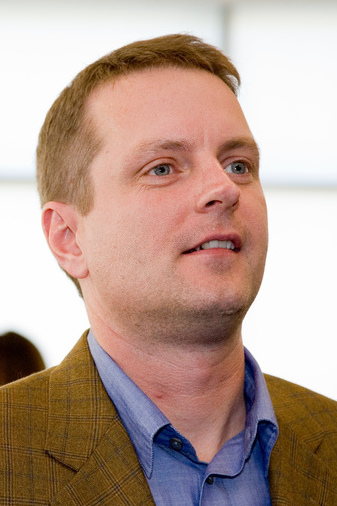
ديفيد فيلو، أحد مؤسسي شركة ياهو!

عند إعادة تسمية دليل جيري وديفيد لشبكة الويب العالمية إلى ياهو! في أبريل 1994، قال يانغ وفيلو إن الاسم القديم كان اختصارًا مناسبًا لهذا الاسم، لكنهم أصروا على أنهم اختاروا الاسم لأنهم أحبوا تعريف الكلمة العام، كما في رحلات غاليفر لجوناثان سويفت: «فظ، غير متطور، وخشن» كان مسار الموقع akebono.stanford.edu/~yahoo.
بينما أنشئ نطاق yahoo.com في يناير 1995، بحلول نهاية عام 1994 كان ياهو! قد تلقى بالفعل مليون زيارة. أدرك يانغ وفيلو أن موقعهما الإلكتروني يمتلك إمكانيات تجارية ضخمة، وفي 2 مارس 1995، أسس ياهو! رسميًا. سعى يانغ وفيلو للحصول على نصيحة من رائد الأعمال راندي آدمز للحصول على توصية بشأن شركة رأس مال مغامر وقدمهما آدمز إلى ميخائيل موريتز. في 5 أبريل 1995، قدم مايكل موريتز من سيكويا كابيتال لياهو! جولتين من رأس المال الاستثماري، جمعتا تقريبًا 3 ملايين دولار. في 12 أبريل 1996، أجرى ياهو! طرحه العام الأولي، جمع 33.8 مليون دولار من خلال بيع 2.6 مليون سهم بسعر العرض الافتتاحي 13 دولار لكل سهم.
سجلت كلمة «ياهو» سابقًا كعلامة تجارية لصلصة الشواء، والسكاكين من قبل شركة «صناعات إبسكو» والمركبات المائية من قبل شركة «أولد تاون كانو». لذلك، من أجل الحصول على سيطرة على العلامة التجارية، أضاف يانغ وفيلو علامة التعجب إلى الاسم. مع ذلك، غالبًا ما يُهمل خطًا إضافة علامة التعجب عند الإشارة إلى ياهو!
توظفت سرينيجا سرينيفاسان، خريجة جامعة ستانفورد، الموظف الخامس في ياهو! بمسمى «ياهو! الأنتولوجي» لمساعدة يانغ وفيلو في تنظيم المحتوى على الإنترنت.

## النمو (1997 – 1999)
في أواخر التسعينيات، كان ياهو! وإم إس إن ولايكوس وإكسايت وبوابات الويب الأخرى تنمو بسرعة. سارع مقدمو خدمات بوابات الويب إلى الاستحواذ على شركات لتوسيع نطاق خدماتهم، عامة بهدف زيادة الوقت الذي يقضيه كل مستخدم ضمن البوابة.
في 8 مارس 1997، استحوذت ياهو! على شركة الاتصالات عبر الإنترنت فور11. أصبحت خدمة البريد الإلكتروني الخاصة بفور11، روكيت ميل، ياهو! ميل. استحوذت ياهو! على ClassicGames.com وحولهتها إلى ألعاب ياهو!. ثم استحوذت ياهو! على شركة التسويق المباشر يويوداين إنترتينمنت. في يناير 1999، استحوذت ياهو! على مزود استضافة الويب جيوسيتيز. شركة أخرى استحوذت عليها ياهو! كانت إي غروبس، التي تحولت إلى مجموعات ياهو في يونيو 2000. بيجر، كانت خدمة رسائل فورية أعيدت تسميتها إلى ياهو! ماسنجر بعد عام.
عند الاستحواذ على شركات، كثيرًا ما غيرت ياهو! الشروط ذات الصلة بالخدمة. مثلًا، طالبوا بحقوق الملكية الفكرية للمحتوى الموجود على خوادمهم، على عكس سياسات الشركات التي استحوذوا عليها سابقًا. نتيجة لذلك، كان العديد من الاستحواذات مثيرًا للجدل وغير محبوب لدى مستخدمي الخدمات الموجودة.

## فقاعة دوت-كوم (2000 – 2001)
تضاعف سعر سهم ياهو! في آخر شهر من عام 1999. في 3 يناير 2000، في ذروة ازدهار الدوت كوم، أغلق سهم ياهو! عند أعلى مستوى له على الإطلاق بـ118.75 دولارًا للسهم. بعد ستة عشر يومًا، أصبحت أسهم ياهو! اليابان أول سهم في تاريخ اليابان يُتداول بأكثر من 100,000,000 ين، وصل إلى سعر 101.4 مليون ين (962,140 دولار في ذلك الوقت).
في 7 فبراير 2000، توقف موقع yahoo.com عن العمل لبضع ساعات، كضحية لهجوم من نوع هجوم حجب الخدمة. اليوم التالي، ارتفعت أسهمها بحوالي 16 دولارًا، أو بنسبة 4.5 في المئة حيث ألقي اللوم على القراصنة بدلًا من خلل داخلي، على عكس عطل مع حصل مع إيباي في وقت سابق من ذلك العام.
خلال فترة ازدهار الدوت كوم، ذكرت شبكة الأخبار سي إن بي سي أن ياهو! وإيباي ناقشتا دمجًا بنسبة 50/50 على الرغم من أن الدمج لم يتحقق، قررت الشركتان تشكيل تحالف تسويقي/إعلاني بعد ست سنوات في عام 2006
في 26 يونيو 2000، وقعت ياهو! وجوجل اتفاقية من شأنها استخدام محرك جوجل لتشغيل البحث في موقع yahoo.com.
في عام 2000، أصبحت ياهو واحدة من أولى الشركات التي نفذت فريق عمليات الأعمال.

## ما بعد فقاعة دوت-كوم (2002 – 2005)
كانت ياهو! واحدة من الشركات القليلة الناجية بعد انفجار فقاعة الدوت كوم. على الرغم من ذلك، في 26 سبتمبر 2001، أغلق سهم ياهو! عند أدنى مستوى له على الإطلاق بـ 8.11 دولار.
شكلت ياهو! شراكات مع مزودي الاتصالات والإنترنت لتشكيل خدمات النطاق العريض الغنية بالمحتوى للمنافسة مع إيه أو إل. مثلًا، في 3 يونيو 2002، أطلقت إس بي سي وياهو! خدمة اتصال هاتفي مشتركة العلامة على المستوى الوطني. في يوليو 2003، أعلنت بي تي أوبن وورلد عن تحالف مع ياهو!. في 23 أغسطس 2005، أطلقت ياهو! وفيرايزون خدمة دي إس إل متكاملة.
في أواخر عام 2002، بدأت ياهو! في تعزيز خدمات البحث الخاصة بها من خلال الاستحواذ على محركات بحث أخرى. في ديسمبر 2002، استحوذت ياهو! على إنكتومي. في فبراير 2005، استحوذت ياهو! على كونفابولاتور وأعادت تسميتها إلى ياهو! ويدجتس، تطبيق سطح المكتب، وفي يوليو 2003، استحوذت على خدمات أوفرتشر وشركاتها التابعة ألتافيزتا وأول ذا ويب. في 18 فبراير 2004، تخلت ياهو! عن النتائج المدعومة من جوجل وعادت إلى استخدام تقنيتها الخاصة لتقديم نتائج البحث.